# Angelo Rossetto
Angelo Rossetto (* 11. März 1946 in Latina; † 14. Januar 2022 in Silea) war ein italienischer Ruderer.

## Biografie
Angelo Rossetto gewann bei den Europameisterschaften 1969 zusammen mit Primo Baran und Steuermann Giorgio Sajeva die Silbermedaille im Zweier mit Steuermann. Ein Jahr später verpasste Rossetto zusammen mit Baran bei den Weltmeisterschaften in St. Catharines mit Platz vier nur knapp eine Medaille. Bei den Olympischen Sommerspielen 1972 in München belegte er zusammen mit Primo Baran, Pier Angelo Conti-Manzini und Abramo Albini in der Regatta mit dem Vierer ohne Steuermann den zehnten Platz.
1974 wurde Rossetto zusammen mit Baran erneut Vierter bei den Weltmeisterschaften in Luzern. Im Folgejahr landeten sie auf dem 11. Rang.
Im Januar 2022 starb Rossetto, nachdem er mehrere Jahre zuvor an Alzheimer erkrankt war.